# Фашизм в Новой Зеландии
Фашизм в Новой Зеландии никогда не получал широкой поддержки среди населения. Его сила всегда была переменной.

## Ранний антисемитизм
Антисемитизм существует в Новой Зеландии долгое время. Это чувство было не особенно сильным. Об этом свидетельствует то, что Джулиус Фогель, еврей, смог стать премьер-министром в 1873 году. Фогель, однако, слышал в свой адрес насмешки о своей вере, и политические карикатуристы часто использовали различные еврейские стереотипы против него. Тот факт, что он служил в качестве казначея добавляло масла в огонь, так как существуют стереотипы о еврейских банкирах и ростовщиках. Однако это было мнение отдельных людей, а не какое-либо организованное политическое движение.
В начале XX века, другой, более организованный антисемитизм кристаллизуется вокруг теории социального кредита. Эта теория, основанная британским инженером Клиффордом Дугласом, подвергала резкой критике банкиров и финансистов, считала, что долг в настоящее время используется для подрыва прав людей. Хотя далеко не все были антисемитскими, жалобы со стороны социального кредитования хорошо вписывались в существующие антисемитские теории, что евреи контролировали финансовые учреждения. Таким образом, многие антисемиты собрались вокруг социальных кредитных организаций, а в некоторых случаях, стали мощными.
Первоначально большинство сторонников теории социального кредита симпатизировали Лейбористской партии, а это означало, что любые антисемитские настроения были значительно разбавленными. Однако позже была основана независимая антисемитская организация, которая основывала свою идеологию на теории социального кредита. Постепенно в ней происходил раскол между сторонниками и противниками антисемитских взглядов. Впоследствии вторые победили. К концу 1960-х годов антисемитских взглядов практически не было в партиях, которые ориентировались на теорию социального кредита. Многие антисемиты перешли в Новозеландскую лигу правых.

## Организации
В первой половине XX века в Новой Зеландии не было никаких заметных фашистских организаций, хотя Новозеландский легион часто обвиняют в фашизме. Некоторые люди были известными идеологами белого превосходства, в частности, Лионель Терри и Артур Нельсон Филд.
В послевоенный период число фашистских организаций возросло, они стали более активными. В 1968 году активист Колин Кинг-Анселл был заключён в тюрьму за нападение на синагогу. В следующем году он основал Национал-социалистическую партию Новой Зеландии. Позже он возглавил группу под названием Национал-социалистическая белая народная партия, созданную по образцу партии Джорджа Линкольна Рокуэлла в США. В 1979 году Кинг-Анселл был оштрафован за нарушение Закона о расовых отношениях, распространив несколько тысяч антисемитских листовок.
Ещё одной фашистской организацией, созданной в тот период, был Новозеландский национальный фронт (НЗНФ). Национальный фронт был создан Брайаном Томпсоном в Ашбертоне в 1968 году, но её функционирование было непостоянным. В 1989 году создаётся новая организация под названием Консервативный фронт (основатель Антон Фолжамб). Она поглощает Национальный фронт и принимает его имя. Ныне прекратившая своё существование Новозеландской национал-демократической партии также из этого периода времени.
В 1981 году основана организация «Новая сила». Одним из её основателей и членом был Керри Болтон, который также состоял в НЗНФ. В 1983 году «Новая сила» была переименована в Националистическую рабочую партию.
В 1981 году в Новую Зеландию приехала сборная команда ЮАР по регби. Международное сообщество критиковало политику апартеида, проводимую властями ЮАР. Была проведена акция протеста против данной политики. Колин Кинг-Анселл и ряд других ультраправых идеологов провели контр-демонстрацию против протестующих.
В 1990-е годы фашизм в Новой Зеландии возродился. Число групп с фашистскими взглядами возросло, в частности возникла группировка «Юнит 88», которая привлекла широкое внимание общественности. Колин Кинг-Анселл также продолжал свою деятельность, хотя и дистанцировался от «Юнит 88», когда СМИ сообщали о нём. В марте 1997 года Кинг-Анселл основал Новозеландский фашистский союз, который больше опирался на идеи Муссолини и Перона, чем на нацистскую Германию. Фашистский союз в своё время имел 500 членов, это необходимое количество для официальной регистрации партии, но он никогда не был зарегистрирован.
Также в 1997 году Антон Фолжамб ушёл с поста лидера Национального фронта. Его место занял Кайл Чепмен, который старался усилить общественное внимание к фронту. И в настоящее время это самая известная ультраправая организация в Новой Зеландии. Однако официальной регистрации у НЗНФ нет. В последнее время Национальный фронт раскололся на радикальную и умеренную группы; Кайл Чепмен ушёл с поста лидера в мае 2005 года. И в то же самое время Фолжамб создал Национал-демократическую партию из числа сторонников умеренного крыла Национального фронта. Кайл Чепмен основал вместе с радикалами НЗНФ Сопротивление правого крыла (РВР), которое открыто придерживается идей расизма.